# Kallima inachus
Kallima inachus, auch Indischer Blattschmetterling oder einfach Indisches Blatt genannt, ist ein Schmetterling aus der Familie der Edelfalter (Nymphalidae).

## Merkmale

### Falter
Die Flügelspannweite dieses sehr gut getarnten Falters beträgt zwischen 90 und 120 Millimeter andere Quellen nennen 85 bis 95 Millimeter. Er ist deshalb so gut getarnt, da seine Unterseite eine hellbraune Äderung mit einem weißen Schimmelfleck auf dem Vorderflügel aufweist und er damit aussieht wie ein welkes Blatt. Ebenso verläuft über beide Flügel eine Mittelrippe und am Hinterflügel ein Sporn, welcher aussieht wie ein Blattstängel. Beides verstärkt den Eindruck noch mehr. Dieser Tatsache verdankt er auch seinen deutschen Namen. Des Weiteren sind die Flügel recht eckig und laufen an den Vorderflügeln spitz zu. Die Oberseite ist bunt gefärbt mit einem breiten braunen, orangefarbenen und blauen Streifen und einem Augenfleck auf jedem Vorderflügel. Auf dem Hinterflügel ist er bläulich schimmernd. Zwischen den Generationen der Trocken- und Regenzeit gibt es Unterschiede in Form und Färbung. Während der Regenzeit sind die Falter im Allgemeinen kleiner aber kräftiger gefärbt. Der Körper ist von oben gesehen schwarz und von unten braun. Es gibt keine Unterschiede zwischen den Geschlechtern. Allerdings sind die Weibchen in der Regel etwas größer als die Männchen und unterseits eher rötlicher gefärbt.

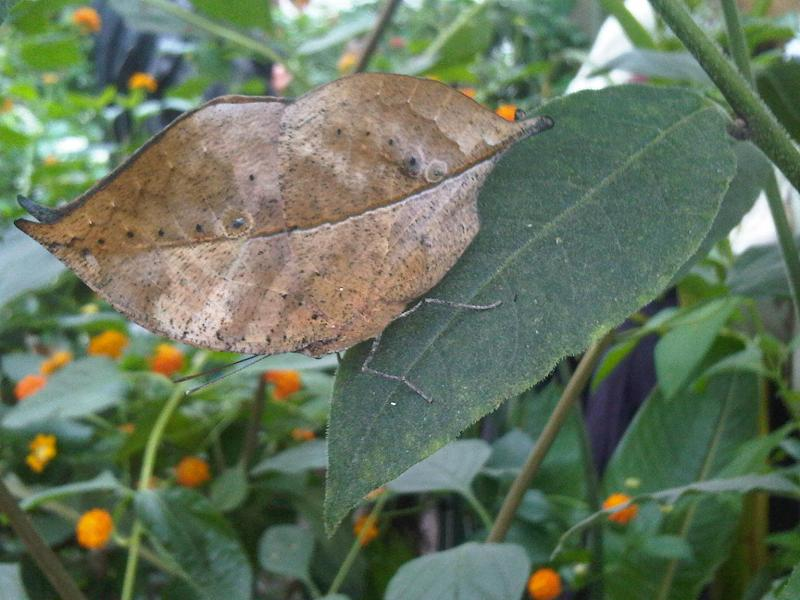
Flügelunterseite, die an ein welkes Blatt erinnert
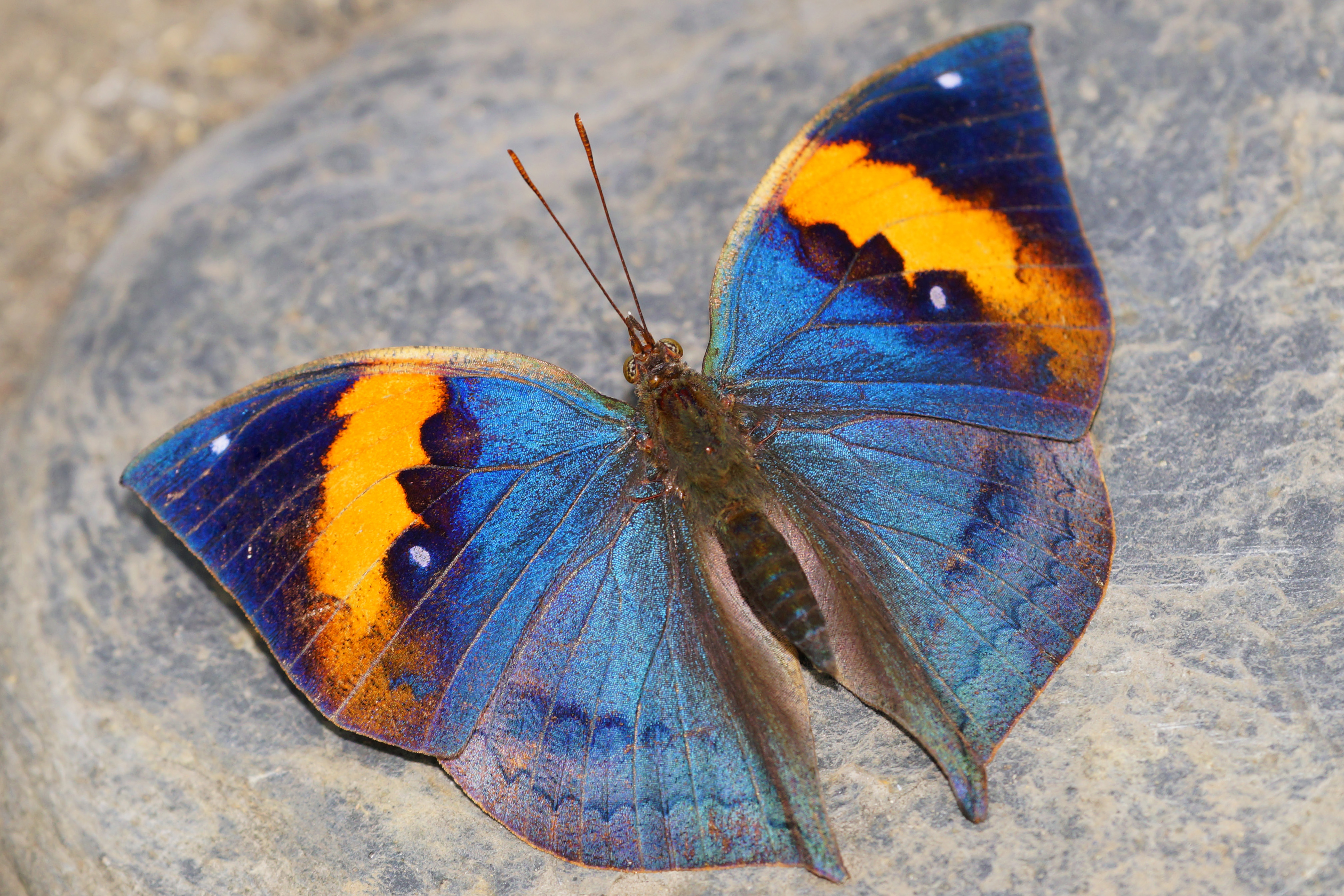
Unterart Kallima inachus formosana Oberseite
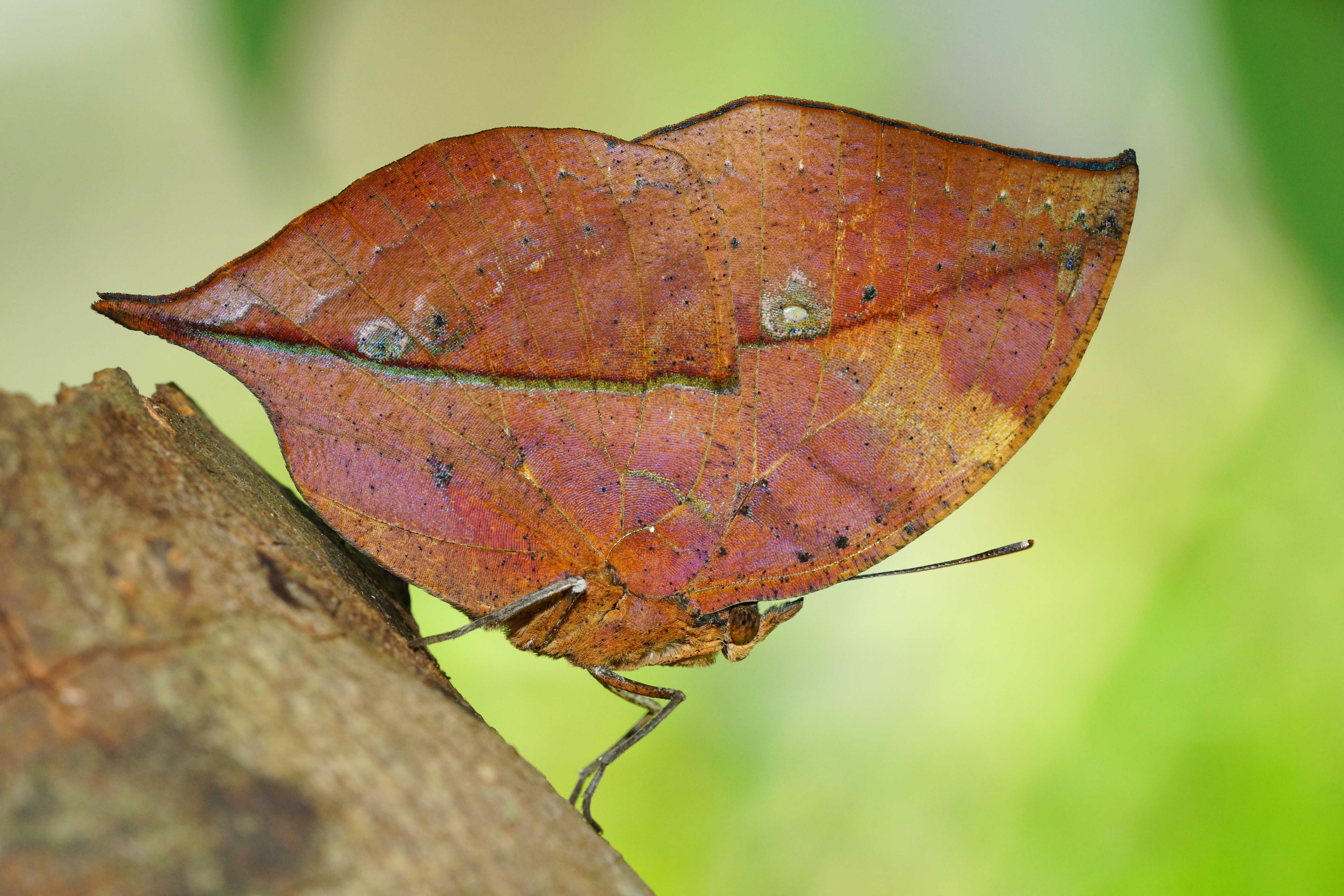
Unterart Kallima inachus formosana Unterseite
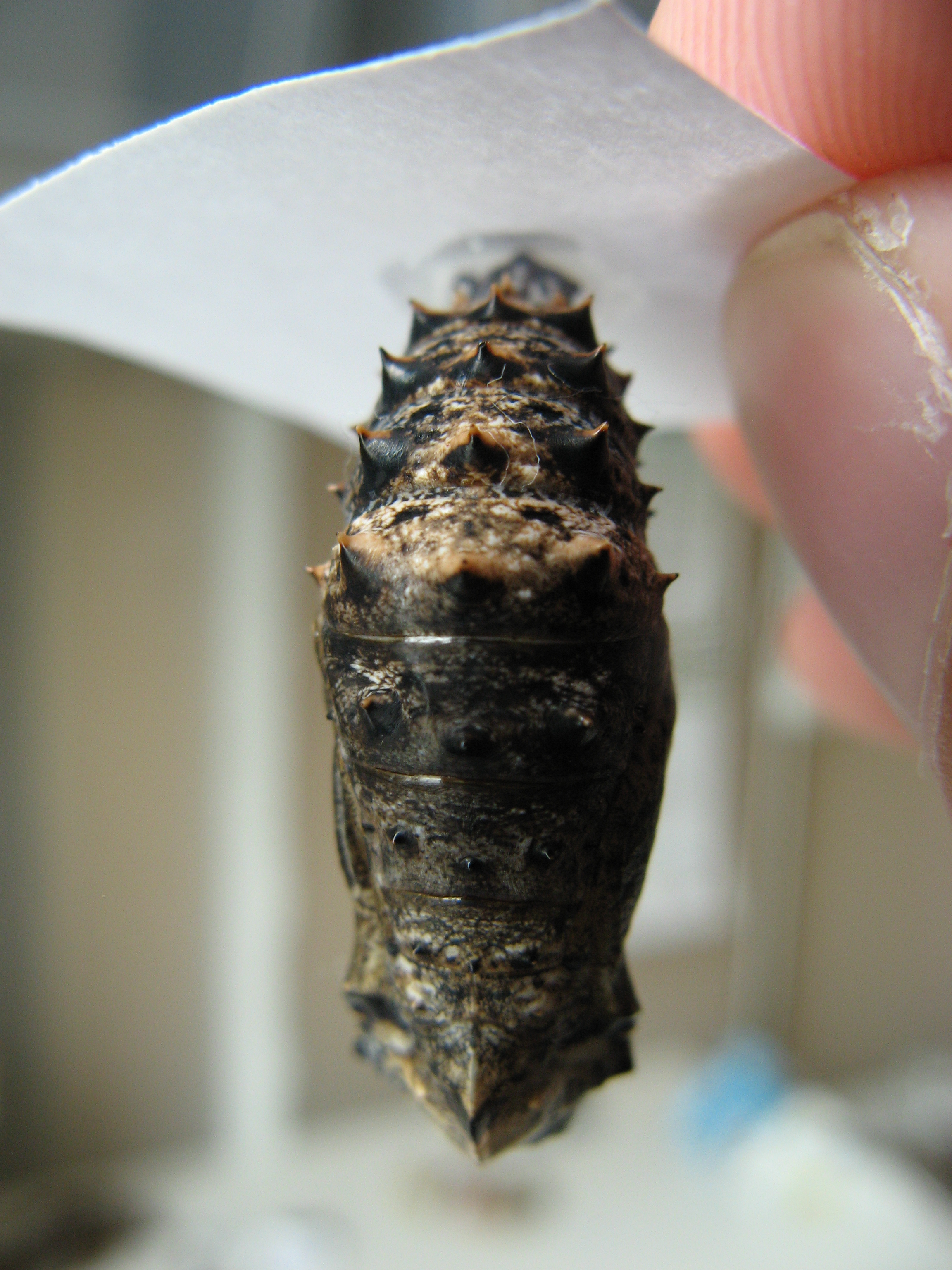
Puppe

### Raupe
Der Körper der Raupe ist schwarz mit elf roten Stacheln auf jedem Segment und gelblichen Haaren.

### Puppe
Die Puppe hat einen einfachen blassbraun gefärbten Körper mit schieferfarbenen Bereichen. Der Brustkorb ist leicht gekielt und läuft am Bauch und dem Rücken konisch zusammen.

## Verhalten und Lebensweise
Er ist ein kräftiger und schneller Flieger. Man sieht ihn hauptsächlich an faulenden Früchten, von denen er sich ernährt. Baumharz lockt ihn ebenso an wie Schlamm-Pfützen an denen man die Art beobachtet hat. Morgens kommen die Falter aus ihrem Nachtquartier und setzen sich mit dem Kopf nach unten an niedrige Stämme oder Laubhaufen. Dort breiten sie dann ihre Flügel aus, um sich zu sonnen. Sie sonnen sich tagsüber oft auf lichtbeschienenen Waldstellen, wo sie mit halb geöffneten Flügeln auf dem Laub sitzen. Man kann sie dort nur sehr schwer erkennen und sie werden oft von vorbeilaufendem Wild aufgeschreckt. Trotz ihrer guten Tarnung werden sie doch öfters von Vögeln attackiert, welche es hauptsächlich auf die beiden Augenflecke auf den Vorderflügeln abgesehen haben. Fehlende Flügelteile in diesem Bereich belegen das. Bei Angriffen von Vögeln oder anderen Räubern lässt er sich einfach auf den Boden fallen und verharrt dort bewegungslos, so dass der Angreifer den Schmetterling nicht mehr finden kann.
Die Art bildet zwei Generationen pro Jahr aus, eine in der Regenzeit und eine weitere während der Trockenperiode. Diese fliegen von April bis Oktober, manchmal auch noch bis Dezember.
In der chinesischen Stadt Chongqing dauerte eine Generation etwa 50 Tage vom Ei bis zum Falter. Nach ca. 6 Tagen schlüpft die Raupe aus dem Ei. Die Lebensspanne der Raupe dauert dann ca. 36 Tage und durchläuft 5, manchmal auch 6 Stadien, bis sie sich verpuppt. Nach ca. 10 Tage schlüpft der Falter. Ideal für eine erfolgreiche Zucht sind Temperaturen von 22 bis 31,5 °C und einer relativen Luftfeuchtigkeit von 48 bis 98 %. Dies verringert die Zeit auf 16 bis 23 Tage.
Pro Weibchen werden im Schnitt 245 Eier abgelegt.
Die Raupen fressen an Brennnesselgewächsen (Urticaceae) der Gattung Girardinia und an Akanthusgewächsen (Acanthaceae): Hygrophila salicifolia, Lepidagathis formosensis und Strobilanthes-Arten (auf Sri Lanka Nillu genannt) wie Strobilanthes capitatus, Strobilanthes flaccidifolius, Strobilanthes glandulifera, Strobilanthes pentastemonoides, Strobilanthes tashiroi sowie an Polygonum orientale und Pfirsich (Prunus persica).

## Verbreitung und Lebensraum
Die Art bewohnt sonnenreiche Stellen in Regenwäldern sowie bewaldete Flussufer. Ihr Verbreitungsgebiet erstreckt sich vom Westen her kommend über Pakistan, die indischen Bundesstaaten Jammu und Kaschmir bis nördlich in niedrige Lagen des Himalaya weiter über die westlich gelegene Region des Garhwal des indischen Bundesstaates Uttarakhand nach Osten über das Gebiet Kumaon bis ins westliche Bengalen, den indischen Bundesstaaten Sikkim und Arunachal Pradesh sowie weitere Bundesstaaten im Nordosten. Ebenso verbreitet ist die Art in den südlicheren Bundesstaaten Madhya Pradesh, Jharkhand, Chhattisgarh, Orissa und Andhra Pradesh entlang des zentralen indischen Hochlandes der Westghats südlich bis zum Shiva-Tempel Bhimashankar im Sahyadri-Gebirge. Im Osten ist sie in der Gebirgskette der Ostghats nur nördlich des Flusses Godavari anzutreffen. Außerdem besiedelt die Art Nepal, Bhutan und Bangladesch. In Südostasien lebt sie in Burma bis zum Tenasserim-Gebirge, in Thailand, Laos und im Westen Malaysias sowie in Vietnam. Sie kommt in der Volksrepublik China und Taiwan, und sogar in Japan vor.
In der Regel lebt die Art in Höhen von ca. 100 bis 800 Metern. In dicht bewaldetem, hügeligem Gelände mit starken Regenfällen kommt sie auch in Höhen von 1800 bis 2400 Metern vor. Es wurde beobachtet, dass sie in der indischen Region Kumaon in tropischem Laubwald zwischen 400 und 1400 Metern ebenso heimisch ist.

## Unterarten
Es werden mehrere Unterarten unterschieden.
- Kallima inachus alicia, Joicey & Talbot, 1921; Chun, 1929
- Kallima inachus chinensis, Swinhoe, 1893
- Kallima inachus formosana, Fruhstorfer
- Kallima inachus siamensis, Fruhstorfer, 1912
- Kallima inachus acerifolia Fruhstorfer, 1913
- Kallima inachus boisduvali Moore, 1879
- Kallima inachus buckleyi Moore, 1879
- Kallima inachus eucerca Fruhstorfer, 1898
- Kallima inachus foliacea Fruhstorfer, 1913
- Kallima inachus hugelii Kollar, 1848
- Kallima inachus huttoni Moore, 1879
- Kallima inachus marmorata Fruhstorfer, 1912
- Kallima inachus ramsayi Moore, 1879
- Kallima inachus siccifolia Fruhstorfer, 1913
- Kallima inachus uredinophora Fruhstorfer, 1913

## Status
Er ist häufig anzutreffen in seinem Verbreitungsgebiet. In Indien ist er nicht selten, während er in China eher selten anzutreffen ist.